# Föderation Bosnien und Herzegowina
| Federacija Bosne i Hercegovine Федерација Босне и Херцеговине |                                     |
| Föderation Bosnien und Herzegowina                            |                                     |
| Flagge fehlt                                                  | Wappen fehlt                        |
| Flagge                                                        | Wappen                              |
| Karte                                                         |                                     |
| Lage in Bosnien und Herzegowina                               |                                     |
| Status                                                        | Entität von Bosnien und Herzegowina |
| Hauptstadt                                                    | Sarajevo                            |
| Amtssprachen                                                  | Bosnisch, Kroatisch, Serbisch       |
| Gründung                                                      | 18. März 1994                       |
| Präsident                                                     | Lidija Bradara (HDZ BiH)            |
| Ministerpräsident                                             | Nermin Nikšić (SDP BiH)             |
| Fläche                                                        | 26.111 km²                          |
| Einwohner                                                     | 2.219.220 (Zensus 2013)             |
| Bevölkerungsdichte                                            | 91 Einwohner pro km²                |
| ISO-3166-2-Code                                               | BA-BIH                              |

Die Föderation Bosnien und Herzegowina (bosnisch und kroatisch Federacija Bosne i Hercegovineⓘ [federǎːtsija bôsneː i xěrtseɡoʋine], serbisch-kyrillisch Федерација Босне и Херцеговине), kurz FBiH (serbisch-kyrillisch ФБиХ), früher auch als Bosniakisch-Kroatische Föderation bezeichnet, ist neben der Republika Srpska eine der beiden Entitäten des Staates Bosnien und Herzegowina. Hauptstadt der Föderation Bosnien und Herzegowina ist Sarajevo. Die Föderation entstand im Zuge der politischen Aufteilung des Landes nach dem von 1992 bis 1995 dauernden Bosnienkrieg.

## Bevölkerung
Die Föderation hatte laut der im Jahr 2013 durchgeführten Volkszählung 2.219.220 Einwohner, darunter 1.562.372 Bosniaken (70,4 %), 497.883 Kroaten (22,4 %) und 56.550 Serben (2,5 %). 102.415 Einwohner (4,6 %) ordneten sich einer anderen (u. a. bosnische Roma) oder keiner Volksgruppe zu.
Die Bosniaken stellen in den Kantonen Una-Sana, Tuzla, Zenica-Doboj, Sarajevo und Bosnisches Podrinje die deutliche Mehrheit, die bosnischen Kroaten in den Kantonen Posavina, West-Herzegowina und im Kanton 10. In den beiden Kantonen Herzegowina-Neretva und Mittelbosnien sind die Mehrheitsverhältnisse von Gemeinde zu Gemeinde verschieden. Im Westen Bosniens (Kanton 10 und Kanton Una-Sana) gibt es einige Gemeinden mit serbischer Mehrheit, u. a. Drvar und Bosanski Petrovac.

## Politische Gliederung

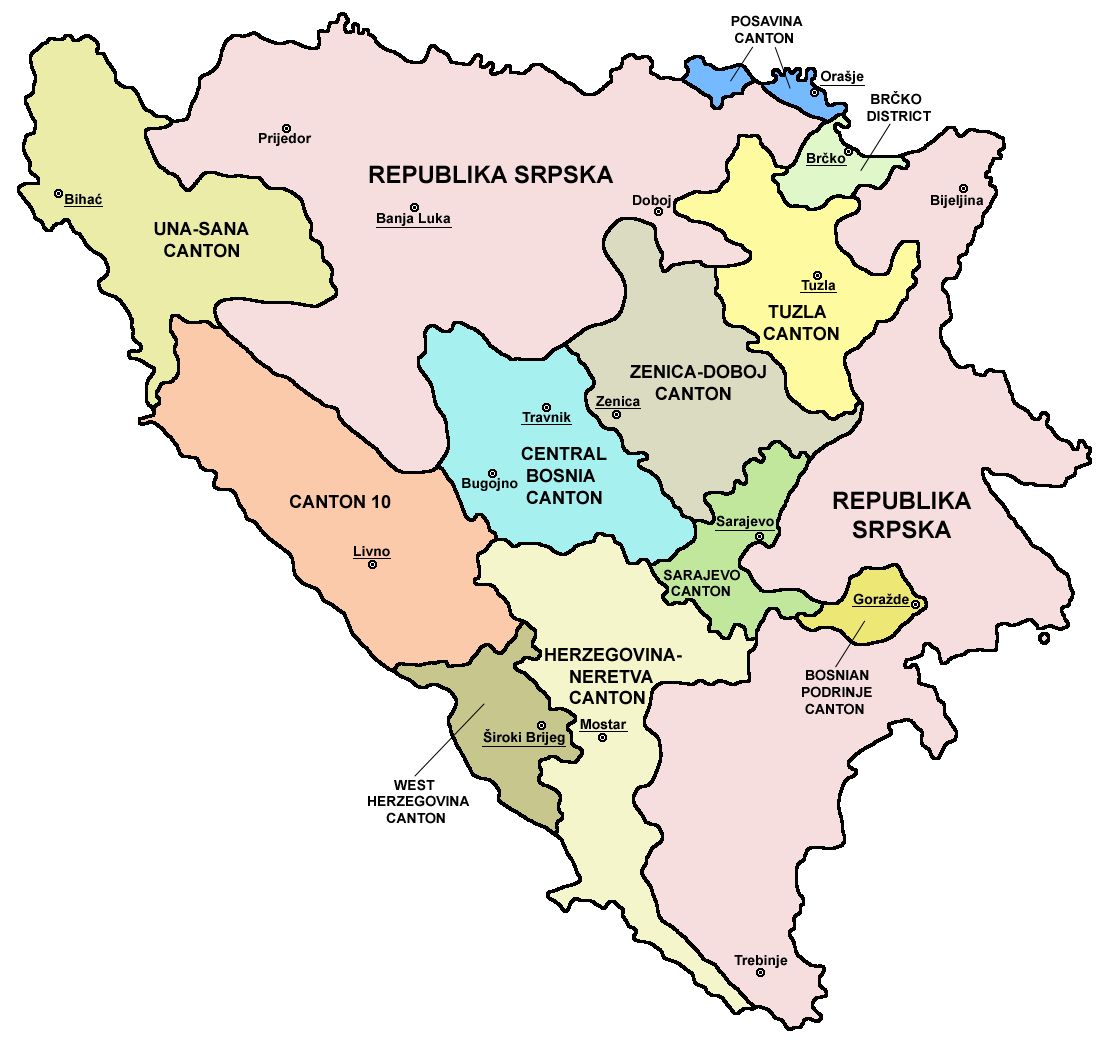
Kantone und größte Städte

Die Föderation ist in zehn Kantone unterteilt.
Die Kantone sind ihrerseits in Gemeinden (općine) untergliedert.

## Geografie
Das Gebiet der Föderation umfasst seit dem Dayton-Vertrag – ohne das Kondominium Brčko-Distrikt – etwa 50 %  der Fläche von Bosnien und Herzegowina.
Die Föderation umfasst den Süden und Südwesten des Landes bis zum im äußersten Westen gelegenen Bihać sowie das Zentrum des Landes fast bis an den Fluss Save im Norden. Von diesem wird sie jedoch durch den Brčko-Distrikt getrennt, der als Kondominium beider Entitäten direkt dem Gesamtstaat Bosnien und Herzegowina untersteht. An der Save existieren zwei Exklaven des Kantons Posavina, die ebenfalls zur Föderation gehören und von der Republika Srpska und dem Brčko-Distrikt auf der einen Seite und von kroatischem Staatsgebiet (jenseits der Save) auf der anderen Seite umschlossen werden.
Die größten Städte sind Sarajevo, Tuzla, Zenica, Mostar und Bihać.

## Geschichte

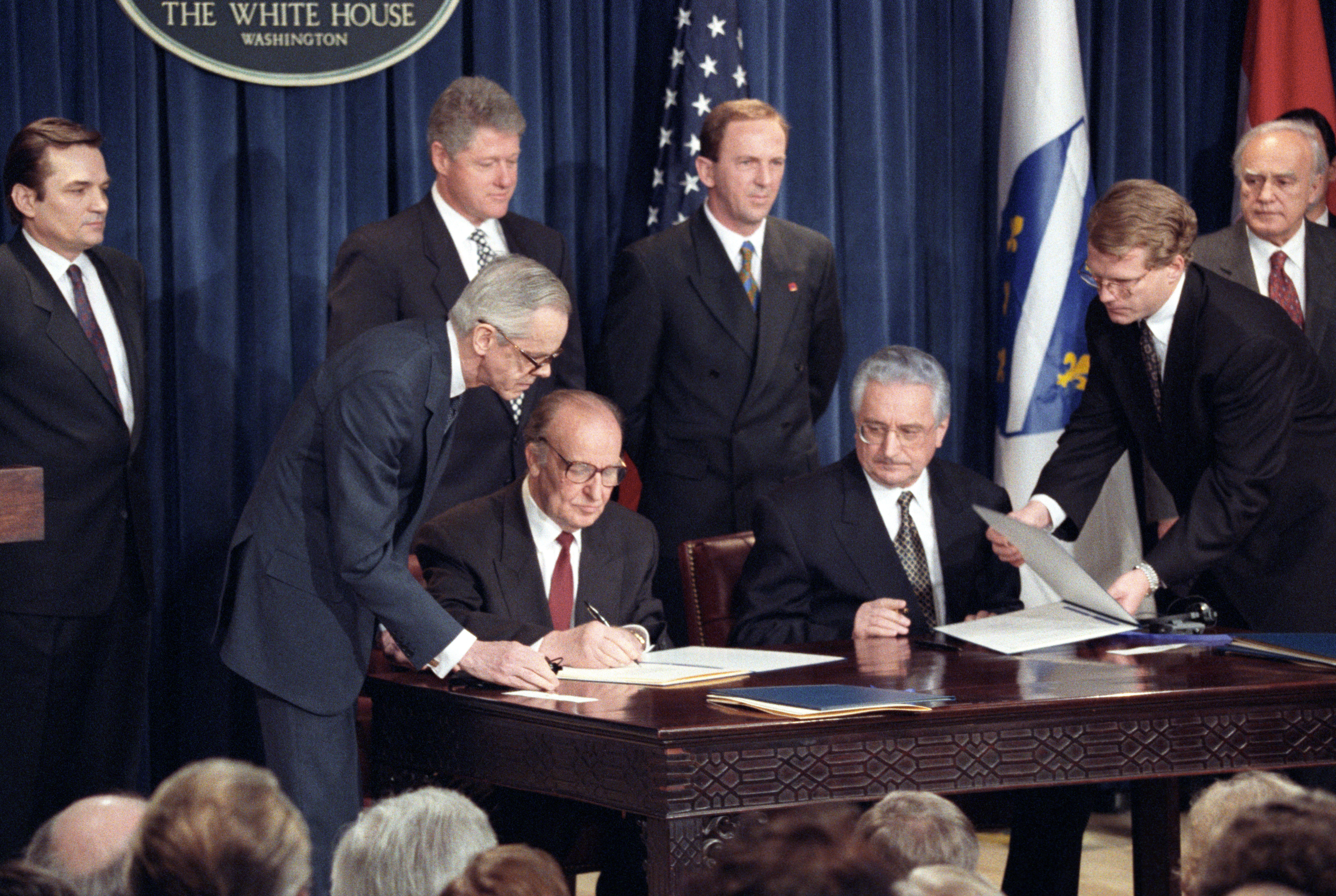
Der bosnische Präsident Alija Izetbegović und der kroatische Präsident Franjo Tuđman bei der Unterzeichnung der Verträge zur Gründung der Föderation (Washington, 18. März 1994)

Die Föderation entstand durch die Verträge von Washington vom 18. März 1994, als gemeinsamer politischer Rahmen für die überwiegend bosniakisch und kroatisch besiedelten Gebiete des Landes. Sie erfolgte unter dem Zwang der Vereinigten Staaten, wahrscheinlich als Bedingung zur Unterstützung der Armeen der Bosniaken (ARBiH) und der Kroaten (HVO) mit Waffenlieferungen. Damit wurden die militärischen Auseinandersetzungen zwischen kroatischen und bosniakischen Truppen in einigen Teilen von Bosnien und Herzegowina beendet. Die Föderation beanspruchte zunächst die 1994 von Kroaten und Bosniaken kontrollierten sowie die vor dem Krieg mehrheitlich von diesen beiden Völkern bewohnten Gebiete des Landes für sich (insgesamt knapp 60 % des Territoriums von Bosnien und Herzegowina), dies umfasste bis zu den bosniakischen und kroatischen Offensiven im Sommer 1995 de facto jedoch nur etwa 30 %.
Um zukünftige Konflikte zu vermeiden, sollten die höchsten Staatsorgane der Föderation paritätisch bzw. proportional mit Angehörigen beider Nationalitäten besetzt werden. Die Kantone sollten weitgehende Autonomie erhalten, in den vorher umkämpften Gebieten in Zentralbosnien und der mittleren Herzegowina wurden zwei Kantone mit Sonderstatus gebildet, in denen ähnlich wie auf föderaler Ebene die Parität der Nationalitäten gewährleistet wurde.
Die 1994 neu gebildete Regierung der Föderation fungierte zunächst gleichzeitig als Regierung des weiterbestehenden bosnisch-herzegowinischen Gesamtstaates, dessen Rest-Parlament (ohne die Mehrheit der serbischen Abgeordneten) wurde zum provisorischen Parlament der Föderation. Der Aufbau der Staatsorgane der Föderation ging jedoch unter anderem aufgrund der institutionellen Beharrungskräfte der in vielen Bereichen bestehenden Parallelstrukturen nur schleppend voran.
Als eine mögliche Lösung des Bosnien-Konfliktes wurde damals ein Beitritt der bosnisch-herzegowinischen Serben zur Föderation in Form von zusätzlichen serbischen Kantonen angesehen. Dazu kam es jedoch nicht.
Vielmehr wurde durch das Abkommen von Dayton von 1995 die Föderation zu einer von zwei Entitäten des Staates Bosnien und Herzegowina, während die Republika Srpska die zweite Entität wurde. Das Territorium der Föderation beträgt nach dem Abkommen von Dayton etwa 50 % des Staatsgebietes von Bosnien und Herzegowina, wobei sich die Grenzziehung zur Republika Srpska nur teilweise an den Bevölkerungsverhältnissen vor dem Krieg, oft jedoch am Verlauf der Frontlinien im Spätsommer 1995 orientiert.
Nach dem Abkommen von Dayton wurden die Staatsorgane der Föderation von denen des Gesamtstaates Bosnien und Herzegowina getrennt, an denen nun auch Vertreter der Republika Srpska beteiligt wurden.
1996 fanden die ersten direkten Wahlen zu den Parlamenten der Föderation und ihrer Kantone statt.
Im Jahr 2001 kam es im Zuge der Affären um die Absetzung des Politikers Ante Jelavić und die Schließung der Hercegovačka banka zu Konflikten zwischen bosnischen Kroaten und dem Amt des Hohen Repräsentanten.
Einer Entscheidung des Verfassungsgerichtes von Bosnien und Herzegowina von 2001 zufolge haben – in Abweichung vom Abkommen von Washington – in der Föderation neben den Bosniaken und den Kroaten auch die Serben den Status eines konstitutiven Volkes, was umgekehrt auch für Bosniaken und Kroaten in der Republika Srpska gilt.
Aufgrund einer vom Hohen Repräsentanten für Bosnien und Herzegowina dekretierten Verfassungsänderung ist seit 2002 Serbisch als Amtssprache der Föderation mit Bosnisch und Kroatisch gleichgestellt und das kyrillische ebenso wie das lateinische Alphabet als offizielle Schrift der Föderation anerkannt.

### Präsidenten
| Name                | Beginn der Amtszeit | Ende der Amtszeit | Volksgruppe | Partei |
| ------------------- | ------------------- | ----------------- | ----------- | ------ |
| Krešimir Zubak      | 31. Mai 1994        | 18. Mai 1997      | Kroate      | NHI    |
| Vladimir Šoljić     | 18. Mai 1997        | 29. Dezember 1997 | Kroate      | HDZ    |
| Ejup Ganić          | 29. Dezember 1997   | 1. Januar 1999    | Bosniake    | SDA    |
| Ivo Andrić Lužanski | 1. Januar 1999      | 1. Januar 2000    | Kroate      | HDZ    |
| Ejup Ganić          | 1. Januar 2000      | 1. Januar 2001    | Bosniake    | SDA    |
| Ivo Andrić Lužanski | 1. Januar 2001      | 28. Februar 2001  | Kroate      | HDZ    |
| Karlo Filipović     | 28. Februar 2001    | 1. Januar 2002    | Kroate      | SDP    |
| Safet Halilović     | 1. Januar 2002      | 27. Januar 2003   | Bosniake    | SBiH   |
| Niko Lozančić       | 27. Januar 2003     | 22. Februar 2007  | Kroate      | HDZ    |
| Borjana Krišto      | 22. Februar 2007    | 17. März 2011     | Kroatin     | HDZ    |
| Živko Budimir       | 17. März 2011       | 9. Februar 2015   | Kroate      | HSP    |
| Marinko Čavara      | 9. Februar 2015     | 28. Februar 2023  | Kroate      | HDZ    |
| Lidija Bradara      | 28. Februar 2023    | amtierend         | Kroatin     | HDZ    |

### Premierminister
| Name                      | Beginn der Amtszeit | Ende der Amtszeit | Volksgruppe | Partei  |
| ------------------------- | ------------------- | ----------------- | ----------- | ------- |
| Haris Silajdžić           | 31. Mai 1994        | 31. Januar 1996   | Bosniake    | SDA     |
| Izudin Kapetanović        | 31. Januar 1996     | 18. Dezember 1996 | Bosniake    | SDA     |
| Edhem Bičakčić            | 18. Dezember 1996   | 11. Januar 2001   | Bosniake    | SDA     |
| Dragan Čović              | 11. Januar 2001     | 2. März 2001      | Kroate      | HDZ     |
| Alija Behmen              | 2. März 2001        | 14. Februar 2003  | Bosniake    | SDA     |
| Ahmet Hadžipašić          | 14. Februar 2003    | 22. März 2007     | Bosniake    | SDA     |
| Nedžad Branković          | 22. März 2007       | 23. März 2007     | Bosniake    | SDA     |
| Ahmet Hadžipašić (2. Mal) | 23. März 2007       | 30. März 2007     | Bosniake    | SDA     |
| Nedžad Branković (2. Mal) | 30. März 2007       | 25. Juni 2009     | Bosniake    | SDA     |
| Mustafa Mujezinović       | 25. Juni 2009       | 17. März 2011     | Bosniake    | SDA     |
| Nermin Nikšić             | 17. März 2011       | 31. März 2015     | Bosniake    | SDP BiH |
| Fadil Novalić             | 31. März 2015       | 28. April 2023    | Bosniake    | SDA     |
| Nermin Nikšić (2. Mal)    | 28. April 2023      | im Amt            | Bosniake    | SDP BiH |

## Regierung

### Wahlen 2014 und Regierungsbildung
Bei den Wahlen am 12. Oktober 2014 hatte die SDA auf Föderationsebene die meisten Stimmen gewonnen (28 %), vor DF (13 %) und HDZ BiH (12 %). Im Nachgang der Wahlen wählte das Abgeordnetenhaus der Föderation den Kroaten Marinko Čavara (HDZ) als Präsidenten der Föderation sowie den Serben Milan Dunović (DF) als Vizepräsidenten der Föderation und die Bosniakin Melika Mahmutbegović (SDA) als Vizepräsidenten der Föderation.
Im Rahmen der Regierungsbildung gab es 16 Ministerien zu verteilen (acht „bosniakische“, fünf „kroatische“ und drei „serbische“). Durch lange Streitigkeiten um deren Besetzung zog sich die Regierungsbildung jedoch bis zum 31. März 2015 hin. Die HDZ BiH erhielt alle fünf kroatischen Ministerien und zusätzlich noch ein weiteres Ministerium. Die DF verlangte zunächst die drei serbischen Ministerien und erhielt letztlich fünf Ministerien. In den eigentlichen Regierungsverhandlungen kommunizierten die Parteivorsitzenden von DF und HDZ nicht miteinander. Die SDA gab sich schließlich mit nur fünf Ministerien zufrieden, obwohl sie bei den Wahlen mehr Stimmen auf sich vereinen konnte als HDZ BiH und DF gemeinsam. Am 31. März 2015 wurde Fadil Novalić (SDA) zum Premierminister ernannt.
Diese Koalition zerbrach bereits im Juni 2015 nach einem Streit über Postenbesetzungen in Staatsunternehmen. Ende Juli 2015 wurde ein neuer Koalitionsvertrag mit drei kleineren Parteien abgeschlossen. An die Stelle der Demokratischen Front traten die Bosnisch-Herzegowinische Patriotenpartei, die Partei für BiH (SBiH) und die Partei der Demokratischen Aktivität (A-SDA). Die Umbildung der Regierung erfolgte am 28. Oktober 2015.

### Wahlen 2018 und Regierungsbildung
Bei den Wahlen am 7. Oktober 2018 erlangten 12 Parteien bzw. Bündnisse Sitze im Abgeordnetenhaus der Föderation. Die Parteien konnten sich weder auf ein neues Präsidium der Föderation (ein Präsident und zwei Vizepräsidenten) noch auf eine neue Regierung einigen. Während der ganzen Legislaturperiode blieben deshalb die bereits 2015 gewählten Amtsträgerinnen und Amtsträger kommissarisch in ihren Ämtern. Fadil Novalić blieb kommissarischer Premierminister der Föderation.

### Wahlen 2022 und Regierungsbildung
Bei den Wahlen am 2. Oktober 2022 erlangten 14 Parteien bzw. Bündnisse Sitze im Abgeordnetenhaus der Föderation. Die Wahlbeteiligung lag bei 50,06 Prozent. Im Nachgang der Wahlen wählte das Abgeordnetenhaus der Föderation Bosnien und Herzegowina am 28. Februar 2023 die Kroatin Lidija Bradara (HDZ) als Präsidentin der Föderation und den Serben Igor Stojanović (SDP) sowie den Bosniaken Refik Lendo (SDA) als Vizepräsidenten der Föderation.
Am 28. April 2023 wurde eine neue Regierung gebildet und zwar mit den Koalitionspartnern HDZ und einer multiethnischen Allianz unter der Führung der SDP („Osmorka“). Damit wurde die unter den Bosniaken führende Partei SDA auf der Ebene der Föderation von der Regierungsbeteiligung ausgeschlossen. Die neue Regierung konnte erst sieben Monate nach den Wahlen bestellt werden. Es bedurfte einer Intervention des Hohen Repräsentanten Christian Schmidt, der mit einer vorübergehenden Verfassungsänderung die Regierungsbildung erst möglich machte. Als Premierminister wurde Nermin Nikšić (SDP) ernannt, der die Funktion bereits von 2011 bis 2015 ausübte. Die neue Regierung löste damit die 2015 gewählte und sich seit 2018 nur geschäftsführend im Amt befindliche Regierung ab.